# Salvamar

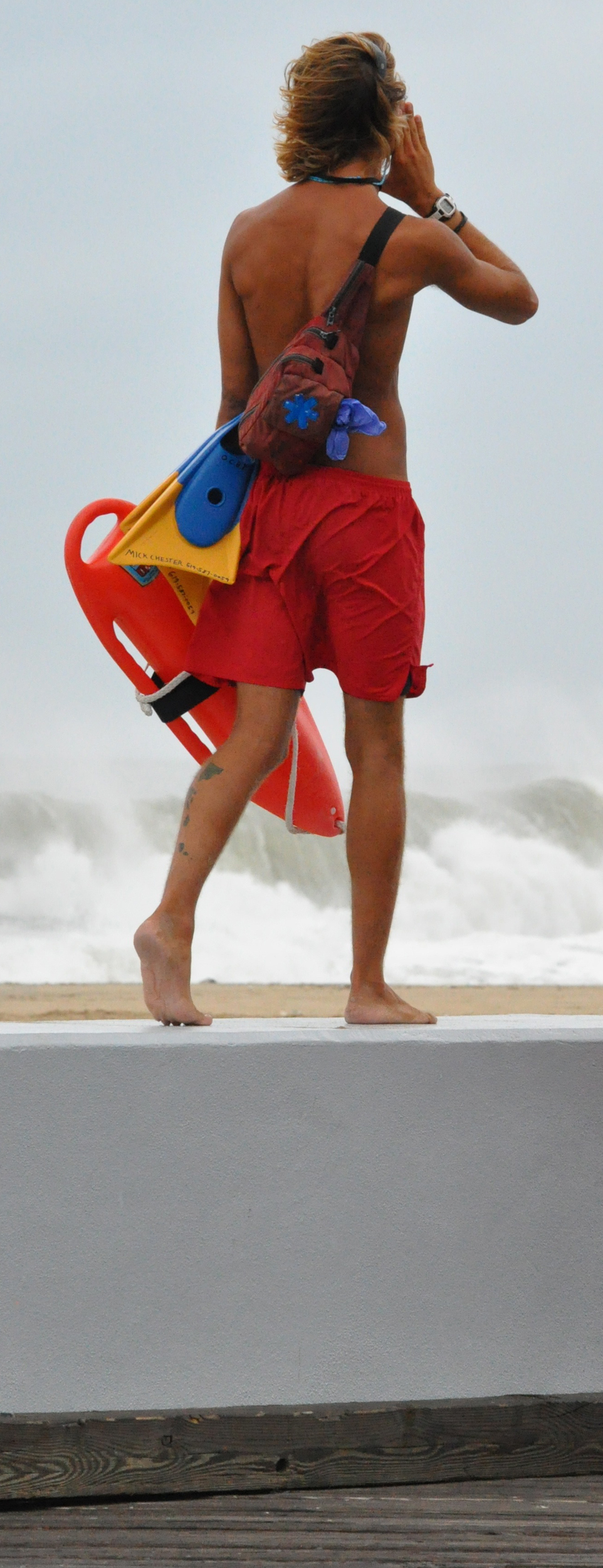
Un salvamar din SUA

Salvamarul este persoana cu pregătire specializată, cu rolul de a salva persoanele aflate în pericol de înec. Acționează de obicei pe lacuri, pe întinderi mari de apă (ocean, mare) dar și în centre de agrement (spre exemplu: parcuri de distracție acvatice). În activitatea lor, salvamarii se folosesc de diferite dispozitive: binocluri, motociclete, plutitoare, șepci, fluiere, bărci, veste de salvare, atv-uri. Aceștia au de obicei un punct de observație din care supraveghează sectorul care îi este repartizat.